# Sosnówka (ptak)
Sosnówka, sikora sosnówka (Periparus ater) – gatunek małego ptaka z rodziny sikor (Paridae), zamieszkującego Eurazję i północno-zachodnią Afrykę. Nie jest zagrożony.

## Występowanie
Zamieszkuje prawie całą Europę, północno-zachodnią Afrykę oraz północne i centralne obszary leśnej strefy Azji aż po wybrzeże Pacyfiku oraz wyspy w jego zachodniej części. Bardziej na południe występują izolowane tereny lęgowe w borach iglastych położonych w wysokich górach – są to prawdopodobnie pozostałości po ostatnim okresie lodowcowym. Obecnie tamtejsze populacje zwiększają osobniki wędrujące tu z północy. Gnieżdżące się tam sikory sosnówki mogą czasami migrować masowo na zimę w kierunku południowym. Częściowo osiadły, w zimie zwłaszcza ptaki z północnych populacji podejmują niedalekie wędrówki i koczują (przyloty od marca do maja i odloty od września do października). Migrują na Półwysep Pirenejski i nad basen Morza Śródziemnego. Po drodze czeka na nie wprawdzie wiele zagrożeń, ale na zimowiskach łatwiej jest o pokarm. Jednak większość osobników zachodniej i środkowej Europy pozostaje na terenach lęgowych. Większość z nich cierpi z powodu zimna i zwłaszcza braku pokarmu, który muszą zbierać w ciągu krótkich dni, aby przetrwać długie zimowe noce. Wprowadzanie świerkowych monokultur na niziny i pogórza sprawiło, że znacznie powiększył się obszar występowania tego gatunku, szczególnie w zachodniej i środkowej Europie.
W Polsce (podgatunek nominatywny P. ater ater) jest licznym ptakiem lęgowym w górach (lęgi do wysokości 1500 m n.p.m.) i na północy (Pomorze, Mazury, Podlasie), w pozostałej części kraju nieliczny. Najmniejsza z sikor występujących w całej Polsce również zimą. Co kilka lat notuje się w kraju zimą zwiększoną liczbę osobników. Według szacunków Monitoringu Pospolitych Ptaków Lęgowych, w latach 2013–2018 populacja sosnówki w Polsce liczyła 725–982 tysięcy par lęgowych. Trend liczebności w okresie 2000–2016 uznano za umiarkowanie wzrostowy, choć po silnych wzrostach na początku wieku liczebność zaczęła powoli spadać.

## Podgatunki

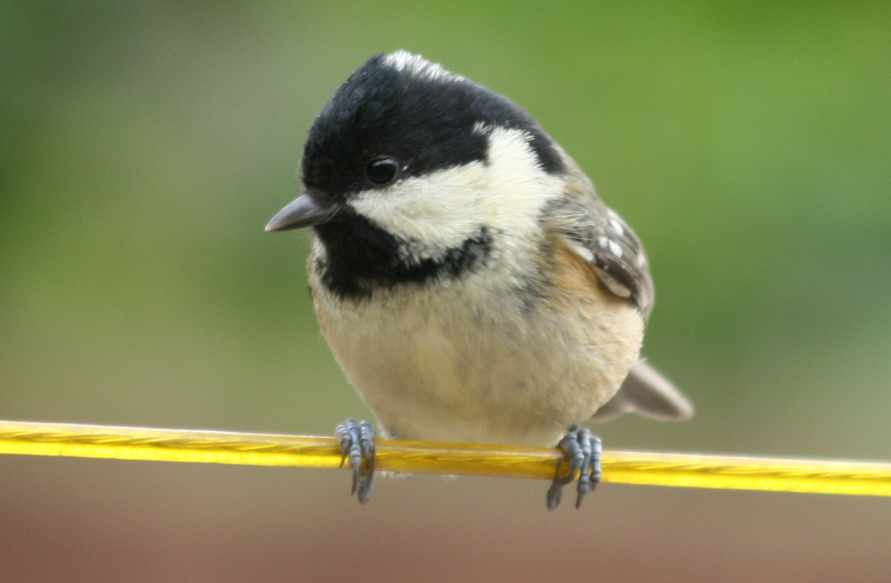
Przypuszczalnie irlandzka sosnówka P. a. hibernicus z żółtawymi policzkami i piersią

Wyróżnia się następujące podgatunki, zamieszkujące odpowiednio:
- sosnówka brytyjska (P. ater britannicus) – Wielka Brytania i północno-wschodnia Irlandia.
- P. ater hibernicus – Irlandia.
- sosnówka, sosnówka zwyczajna (P. ater ater) – północna, środkowa i wschodnia Europa przez Syberię aż do Pacyfiku, Azja Mniejsza, północno-wschodnia Syria i Liban; obejmuje proponowane taksony abietum, rossosibiricus i amurensis.
- P. ater vieirae – Półwysep Iberyjski.
- P. ater sardus – Sardynia i Korsyka.
- P. ater atlas – Maroko (w okolicach gór Atlas).
- sosnówka afrykańska (P. ater ledouci) – północna Algieria i północno-zachodnia Tunezja.
- sosnówka rdzawa (P. ater cypriotes) – Cypr.
- P. ater moltchanovi – południowy Półwysep Krymski.
- P. ater michalowskii – Kaukaz (z wyłączeniem części południowo-zachodniej) oraz środkowe i wschodnie Zakaukazie.
- P. ater derjugini – północno-wschodnia Turcja do południowo-zachodniego Kaukazu.
- P. ater eckodedicatus – zachodnie Chiny.
- sosnówka cynamonowa (P. ater phaeonotus) –  południowo-wschodni Azerbejdżan, północny Iran, południowo-zachodni Turkmenistan, zimą prawdopodobnie także południowo-zachodni Iran; obejmuje proponowane taksony gaddi i chorassanicus.
- P. ater rufipectus – południowo-wschodni Kazachstan i Kirgistan do północno-zachodnich Chin.
- P. ater martensi – dolina rzeki Kali Gandaki (środkowy Nepal).
- sosnówka rdzawoboczna (P. ater melanolophus) – wschodni Afganistan i północno-zachodni Pakistan do północno-zachodnich Himalajów. Jest uważany przez niektórych ornitologów za oddzielny gatunek. W ostatnich latach jednak stwierdzono przy pomocy genetycznych i morfologicznych badań, że jest podgatunkiem P. ater, który mimo dość odmiennego ubarwienia jest najbardziej spokrewniony z podgatunkami: P. ater martensi i południową odmianą P. ater aemodius.
- sosnówka himalajska (P. ater aemodius) – wschodnie Himalaje do północnej Mjanmy.
- P. ater pekinensis – wschodnio-środkowe Chiny.
- P. ater isularis – południowe Wyspy Kurylskie i Japonia.
- P. ater kuatunensis – południowo-wschodnie Chiny.
- sosnówka tajwańska (P. ater ptilosus) – Tajwan.

## Charakterystyka

### Wygląd zewnętrzny
Drobny ptak o krępej sylwetce i dużej głowie. Obie płcie ubarwione jednakowo. Głowa i gardło czarne z białymi policzkami i plamą na karku i potylicy. Upierzenie na brzuchu od białego do jasnobeżowego (nie ma tu czarnej pręgi jak u bogatki ani żółtawych odcieni). Wierzch ciała, skrzydła i ogon szaroniebieskie (u podgatunków: nominatywnego P. ater ater, P. ater isularis i P. ater rufipectus) lub oliwkowozielone (u podgatunków P. ater britannicus i P. ater abietum). Na skrzydłach dwa białe paski (utworzone z białych zakończeń pokryw skrzydłowych), które są bardziej wyraziste niż u innych sikor. Pomagają one w oznaczeniu ptaka z większej odległości. Dziób cienki, czarny, nogi ołowianoszare. Młode w szacie juwenalnej podobne do dorosłych, ale z mniej wyraźnym rysunkiem.

Podobna do bogatki, lecz mniejsza i bledsza. Charakterystycznymi cechami odróżniającymi są: brak czarnego paska na brzuchu oraz podłużna biała plama na karku, która wraz z białymi policzkami tworzy trzy „okienka”.

### Zachowanie

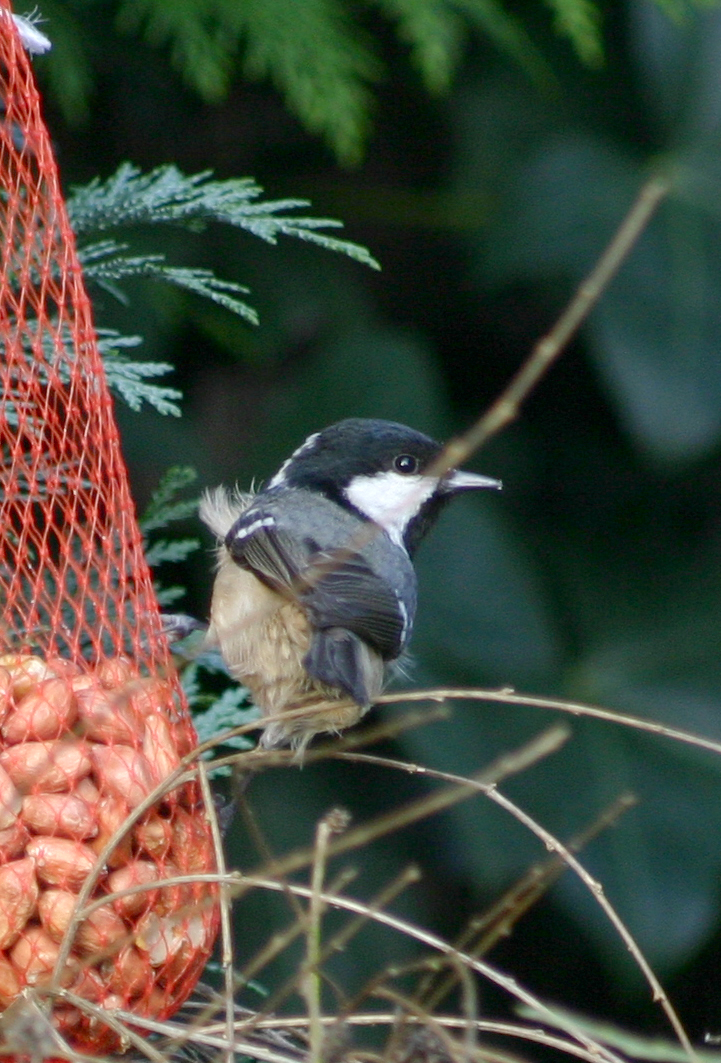
Sosnówki zimą odwiedzają karmniki w pobliżu ludzkich siedzib

Bardzo ruchliwa i zwinna, żerując często zwiesza się z gałązek głową w dół. Przebywa głównie w koronach drzew. Nie kryje się przed człowiekiem. To ptak towarzyski, bo poza okresem lęgowym tworzy stada, których liczebność dochodzi do kilkudziesięciu osobników, a w czasie migracji nawet kilku tysięcy. Zimą w Polsce można ją spotkać w stadach mieszanych, które tworzy z innymi sikorami, pełzaczami, kowalikami, mysikrólikami i dzięciołami. Ptaki razem szukają pokarmu i ostrzegają się nawzajem przed drapieżnikami. Głównym naturalnym wrogiem sosnówek są sóweczki – kiedy je zauważą, od razu alarmują o ich obecności.

### Rozmiary
- długość ciała: 10–11,5 cm[8]
- długość ogona: 4–5 cm[9]
- rozpiętość skrzydeł: 17–21 cm[9]
- masa ciała: 7,5–12 g[9]

### Głos
Wabi m.in. wysokim, cienkim, krótkim „si-si-si” (podobne w brzmieniu do mysikrólika), a zaniepokojenie wyraża smętnym, nosowym, niewyraźnym „tiiju”. Głos czysty i miękki, bez dźwięków trzeszczących takich jak u bogatki. Śpiew to głośne, rytmiczne, jasno brzmiące i monotonne „wici-wici-wici”, nieco podobne do śpiewu bogatki, ale zawsze dwusylabowe, płynnie połączone i szybsze. Często śpiewa siedząc na wierzchołku drzewa. Melodia sosnówki rozlega się wśród świerczyn od jesieni do początku lata. Ptaki milkną w trakcie niesprzyjającej zimowej pogody. Niektóre strofy piosenki przypominają wykonanie bogatki, choć sosnówka wykonuje je szybciej i głośniej.

### Długość życia
Zwykle ok. 2 lat, choć odnotowano też ptaka żyjącego 8 lat i 9 miesięcy.

## Środowisko
Związana z drzewami iglastymi, głównie świerkiem. Preferuje głębsze partie starych, zwartych borów świerkowych i jodłowych (tu jest to najliczniejsza sikora), zwłaszcza rosnące w wyższych położeniach górskich lub na suchych stanowiskach, ale też lasy mieszane z tymi drzewami. W górach spotykana tylko w lasach regla górnego. Wbrew nazwie, lasy sosnowe zamieszkuje rzadko i nielicznie. Występuje też w ogrodach lub na cmentarzach z wysokimi świerkami. Spotykana również w lasach liściastych z domieszką drzew iglastych. W przeciwieństwie do bogatki i modraszki omija parki i drzewostany liściaste. Brytyjski podgatunek P. ater britannicus zamieszkuje również lasy liściaste i parki.

## Pożywienie

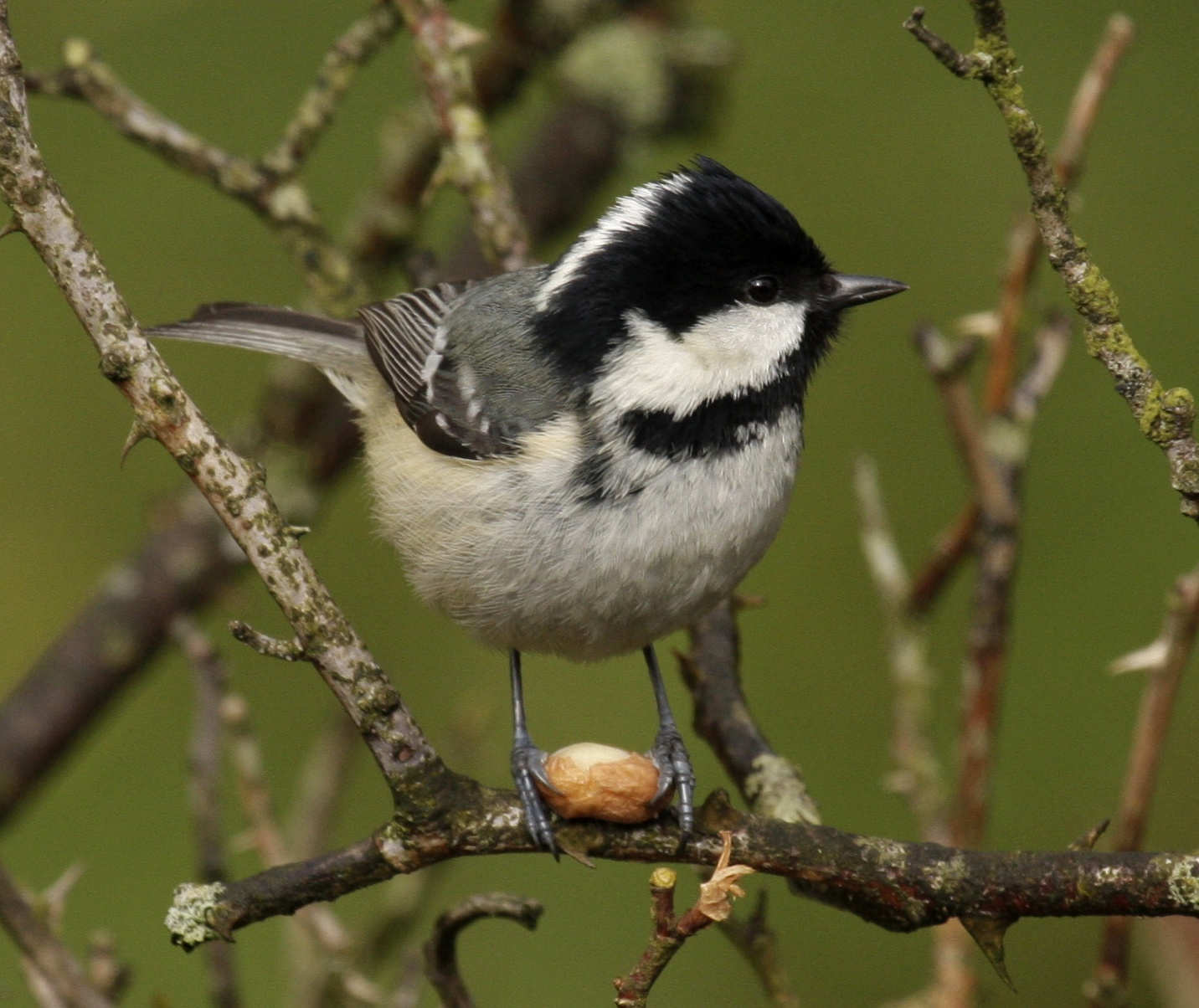
Sosnówki żerują głównie na cienkich gałązkach drzew iglastych

Żywi się owadami żyjącymi na drzewach iglastych, poczwarkami, imago, ich gąsienicami i jajeczkami, a także muchówkami, mszycami, rośliniarkami. Zbiera je z gałązek drzew oraz z igieł. Zjada również pająki i inne bezkręgowce. W okresie zimowym zjada nasiona świerka, a także sosen, limb, buka i jodeł. W „latach nasiennych” – okresach urodzaju nasion świerka – robi zapasy pożywienia, ukrywając je w spękaniach kory i pomiędzy igliwiem.
Dla przebywających zimą na terenach lęgowych ptaków zima to trudny okres. Najgorzej znoszą go przy grubej pokrywie śnieżnej, która może zalegać na gałęziach, w czasie szronu i szadzi. W takim przypadku sikory nie mogą dostać się do korowiny i igliwia, gdzie ukrywają się stadia spoczynkowe owadów. Często w tym okresie szukają nasion na ziemi lub odwiedzają karmniki. Ptak gromadzi zapasy na zimę od początku okresu lęgowego poprzez wciskanie owadów i nasion w zakamarki kory, pomiędzy igły lub w ziemię.
Pomiędzy gałęźmi i igłami w koronach drzew iglastych wykazują bardzo dużą ruchliwość i zwinność. Często sosnówki można zobaczyć, jak zwieszają się na zakończeniach pędów, stale szukając pomiędzy poszczególnymi igłami smakowitych kąsków, np. wydłubując nasiona z szyszek. Rzadziej spotykana na żerowaniu na pniu czy grubych gałęziach. 

Sikora sosnówka konkuruje o pokarm z innymi gatunkami sikor, zwłaszcza z czubatką i czarnogłówką. Ze względu na małą masę i wyspecjalizowaną budowę dzioba jest w stanie lepiej korzystać z zasobów pokarmowych znajdujących się na najcieńszych, zewnętrznych gałązkach iglastych drzew. Pozostałe sikory żerują wewnątrz koron drzew, na grubszych gałęziach i pniach. W ten sposób sikory dzielą drzewo na strefy, w których najchętniej zdobywają pożywienie i unikają jego podbierania. Gdy w danym miejscu brakuje danego gatunku sikory, to inny zajmuje zwolniony obszar żerowania.

## Lęgi

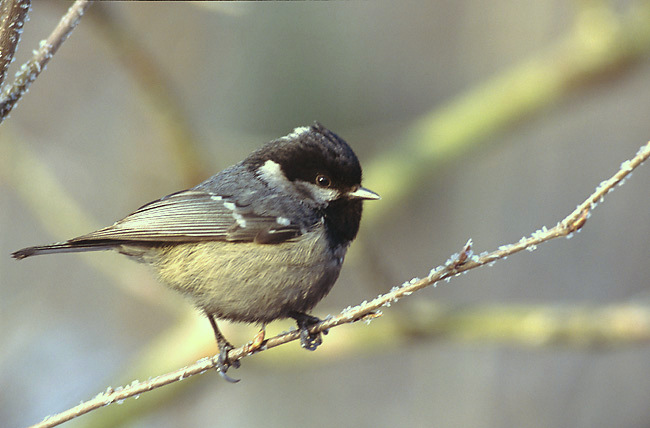
W ubarwieniu sosnówki brakuje bardziej jaskrawych elementów typowych dla bogatki czy modraszki

Wyprowadza jeden lub dwa lęgi w roku, pierwszy zwykle w końcu kwietnia lub maju, a ewentualny drugi – w czerwcu. Okres lęgów może się opóźniać zależnie od pogody, zwłaszcza wysoko w górach. Zupełnie wyjątkowo zdarza się wyprowadzenie trzeciego lęgu w sezonie. Tworzone pary są monogamiczne. Pierwszy raz przystępują do lęgów, mając rok.

### Gniazdo
Jako gniazdo służą naturalne dziuple, szczeliny skalne lub budki lęgowe (rzadko) z małym otworem wejściowym, położone nisko (do 2 m nad ziemią), czasem w spróchniałym pieńku. Wyjątkowo także norka w ziemi, zwłaszcza tam gdzie jest duża konkurencja o miejsca lęgowe i sosnówka przegrywa z większymi gatunkami. Gniazdo grubo wyściełane jest mchem, gęsto splecioną sierścią i wełną, a zbudowane z traw. Zwykle nie ma tam piór.

W lasach iglastych sosnówki rzadko mogą znaleźć odpowiednie dziuple po dzięciołach, dlatego też zakładają gniazda w różnych nadających się do tego miejscach – rozłupanych drzewach, korzeniach, a nawet w norach myszy na ziemi. Aby zasiedliły budkę lęgową, ta musi mieć wlot o średnicy 27–28 mm (w przypadku bogatki jest szerszy, bo ok. 32–34 mm).

### Jaja i wysiadywanie

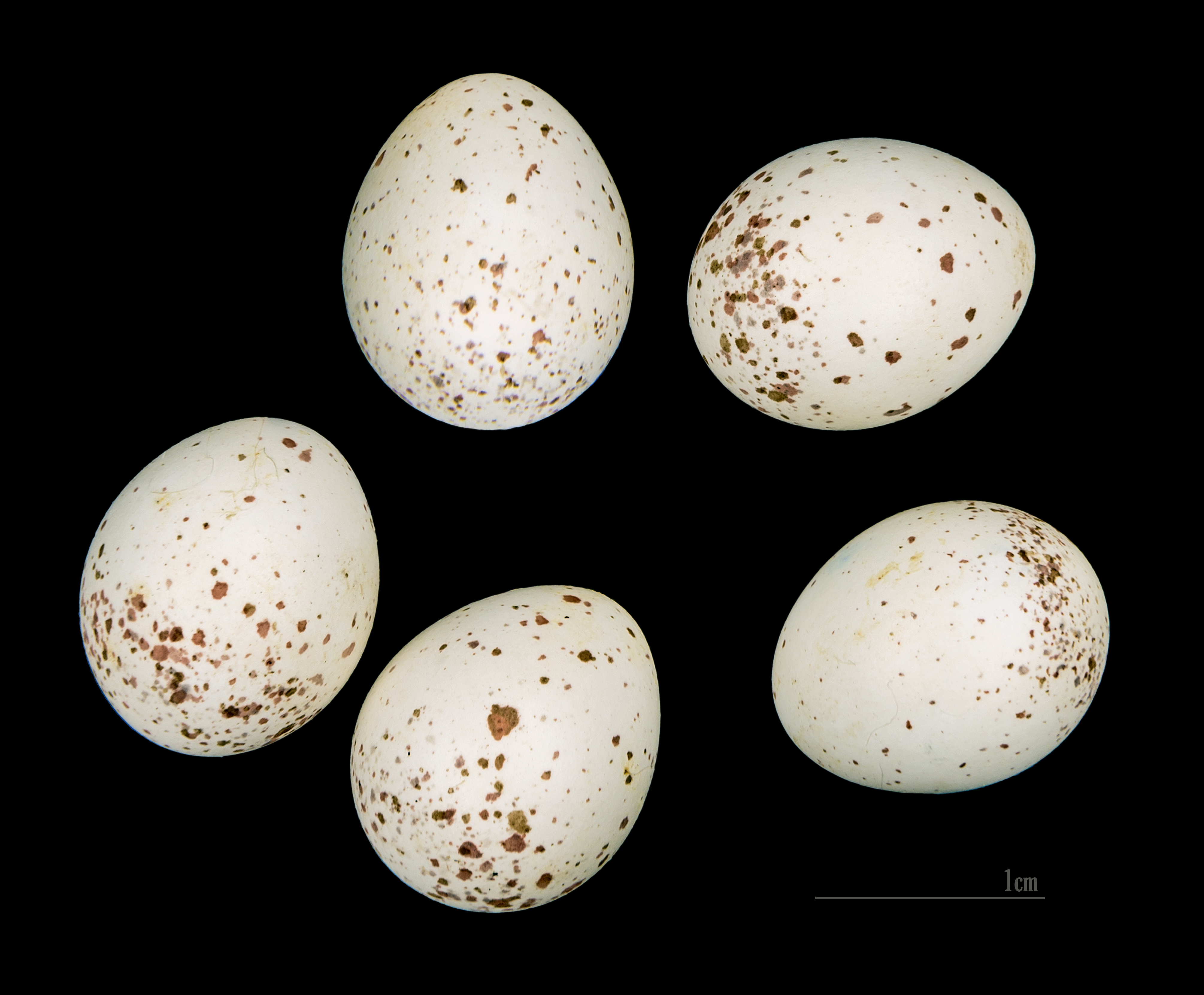
Jaja z kolekcji muzealnej

Samica składa w maju 7–10 (bardzo rzadko nawet 13) matowych, białych jaj o czerwonym nakrapianiu, podobnych do jaj modraszki. Jaja są wysiadywane wyłącznie przez samicę przez 14–16 dni.

### Pisklęta
Młode, gniazdowniki, opuszczają gniazdo po 18–20 dniach i następnie koczują wraz z rodzicami w koronach drzew. Po wykluciu potomstwem zajmują się oboje rodzice. Samiec zbiera dla piskląt małe gąsienice motyli. Po 4-5 tygodniach, są już samodzielne.

## Status i ochrona
IUCN uznaje sosnówkę za gatunek najmniejszej troski (LC, Least Concern). Liczebność światowej populacji, obliczona w oparciu o szacunki organizacji BirdLife International dla Europy z 2015 roku, zawiera się w przedziale 90–165 milionów dorosłych osobników. Globalny trend liczebności populacji uznawany jest za spadkowy.
Na terenie Polski sosnówka jest objęta ścisłą ochroną gatunkową. Na Czerwonej liście ptaków Polski została sklasyfikowana jako gatunek najmniejszej troski (LC).